# Sverdlov (Lorri)
Pour les articles homonymes, voir Sverdlov.
Sverdlov (en arménien Սվերդլով  renommée en hommage au révolutionnaire Iakov Sverdlov) est une communauté rurale du marz de Lorri en Arménie. En 2008, elle compte 1 157 habitants.